# Tóth Eleonóra
Tóth Eleonóra (Zalaegerszeg, 1958. október 24. –) Aase-díjas magyar színésznő.

## Életpályája
1971–1975 között a Ságvári Endre Gimnázium tanulója volt. 1977-től a kaposvári Csiky Gergely Színház tagja, ahol kezdetben kellékesként dolgozott.

## Fontosabb színházi szerepei
- Magdaléna (García Lorca: Bernarda Alba háza)
- Remingtonova elvtársnő (Majakovszkij: Gőzfürdő)
- Sidonie (Fassbinder: Petra von Kant keserű könnyei)

## Díjai és kitüntetései
- Komor István-emlékgyűrű (1993)
- Nagymama-díj (2012)
- Aase-díj (2012)
- A Csiky Gergely Színház örökös tagja (2022)[5]